# Корхонен, Айно-Елизавета Павловна
Айно-Елизавета Павловна Корхонен (1920—1990) — доярка совхоза «Салми» Питкярантского района Карельской АССР, Герой Социалистического Труда (1971).

## Биография
Получила начальное образование — 5 классов сельской школы.
С 17 лет рабочая полеводства, затем доярка колхоза «Пахарь» в с. Кавголово.
Во время Великой Отечественной войны — в эвакуации в Тюменской области, работала на Аксарковском рыбозаводе.
В 1947 г. переехала в Питкярантский район Карело-Финской ССР, доярка совхоза «Салми».
За счет внедрения передовых методов труда добилась высоких надоев молока, инициатор создания школы раздоя в совхозе.
Четырёхкратный участник ВДНХ СССР.
С 1975 г. — на пенсии, проживала в д. Мийнала, где и умерла в 1990 году.

## Награды
- Медаль «За трудовое отличие».
- Орден Трудового Красного Знамени
- Орден Ленина
- Герой Социалистического Труда